# 1995 YH3
1995 YH3 är en asteroid i huvudbältet som upptäcktes 27 december 1995 av den japanska astronomen Takao Kobayashi vid Ōizumi-observatoriet.
Asteroiden har en diameter på ungefär 3 kilometer.